# Friederike Weidner
Friederike Weidner (* 1991) ist eine deutsche Dramaturgin. Von 2013 bis 2017 war sie Teil der künstlerischen Leitung des Theaterhauses Jena.

## Leben
Weidner studierte Dramaturgie und Neuere deutsche Literatur an der Bayerischen Theaterakademie August Everding und der Ludwig-Maximilians-Universität München sowie Philosophie an der Goethe-Universität Frankfurt am Main. Seit 2017 arbeitet sie als freie Dramaturgin in unterschiedlichen Kontexten. So ist sie u. a. Teil des interdisziplinären Kollektivs Delirious Productions, welches aus einer kontinuierlichen Zusammenarbeit der Mitglieder am Theaterhaus Jena hervorgegangen ist. Sie hat u. a. an den Münchner Kammerspielen, am Stadttheater Bremerhaven, am Staatstheater Darmstadt und für die Berliner Festspiele gearbeitet.

## Arbeiten (Auswahl)
- 2013: Das war auf einer Lichtung da sie zum ersten Mal Geld dafür nahm von Ödön von Horváth / Bret Easton Ellis an den Münchner Kammerspielen | Jahrgangsprojekt der Otto-Falckenberg-Schule | Regie: Malte Jelden | Ausgezeichnet mit dem Förderpreis für Schauspielstudierende der Bundesministerin für Bildung und Forschung[4]
- 2014: Die sieben Wunder des Sozialismus | Szenische Lesung aus Texten von Ronald M. Schernikau am Theaterhaus Jena | Regie: Friederike Weidner[1]
- 2015: Sieben Räume Unbegreifen | Performance-Installation am Theaterhaus Jena | Regie: Giselle Vegter und Ilil Land-Boss | Förderung: Kulturstiftung des Bundes[5]
- 2016: Die Stadt von Martin Crimp am Theaterhaus Jena | Regie: Moritz Schönecker[6]
- 2016: Irrsinn. Neuro-poetische Lesung | Szenische Lesung am Theaterhaus Jena | Regie: Friederike Weidner[1]
- 2017: Mein süßes Unbehagen! von Hannes Weiler am Theaterhaus Jena[7]
- 2017: CAPA ! TARO von Christian Franke am Theaterhaus Jena | Regie: Christian Franke[8]
- 2017: Prometheus mit Texten von Hesiod, Heiner Müller, Donna Haraway und Hannes Weiler am Theaterhaus Jena | Regie: Hannes Weiler[9]
- 2019: Performing Murphy in der Schirn Kunsthalle Frankfurt[10] | Regie: Samuel Simon, Friederike Weidner
- 2019/2020: Freie Redakteurin für «Auf ein Wort...» mit Michel Friedman bei der Deutschen Welle[1]
- 2021: Taumel | Hörspiel von Delirious Productions auf SRF 2 Kultur[3]
- 2022: Das weiße Dorf von Teresa Dopler an den Landungsbrücken Frankfurt | Regie: Kornelius Eich[11]
- 2022: Like, really cunt an der Tanzfaktur, Köln | Choreographie: Marje Hirvonen[12]
- 2023: Demian von Hermann Hesse am Stadttheater Bremerhaven und an den Landungsbrücken Frankfurt | Regie: Kornelius Eich[13]
- 2023: Zur Nacht von Evelyne de la Chenelière an den Landungsbrücken Frankfurt | Regie: Kornelius Eich[14]
- 2024: Experiment: Aurora von Delirious Productions | Landungsbrücken Frankfurt & Theater unterm Dach (Berlin)[15]
- 2024: Reflexe & Reflexionen | Kuratiert von Saba-Nur Cheema & Meron Mendel für die Berliner Festspiele[16]
- 2025: Stolz und Vorurteil nach Jane Austen am Staatstheater Darmstadt | Regie: Anna Malena Große[17]
- 2025: Laika und Margarita von Christian Franke am Staatstheater Darmstadt | Regie: Christian Franke[18]